# Бокница (Јаши)
Бокница (рум. Bocnița) насеље је у Румунији у округу Јаши у општини Синешти. Oпштина се налази на надморској висини од 103 m.

## Становништво
Према подацима из 2002. године у насељу је живело 356 становника, од којих су сви румунске националности.